# Friedrich Ferdinand Alexander zu Dohna-Schlobitten
Friedrich Ferdinand Alexander Burggraf und Graf zu Dohna-Schlobitten (né le 29 mars 1771 à Finckenstein - décédé le 31 mars 1831 à Königsberg) est un homme politique et homme d'État prussien.
Dohna a été ministre des Finances sous Frédéric-Guillaume III et a ainsi participé à la mise en place des réformes prussiennes.

## Biographie
Ses parents sont Friedrich Alexander burgrave et comte de Dohna-Schlobitten (né le 6 juillet 1741 et mort le 8 avril 1825) et son épouse Luise Amalie Caroline comtesse Finck von Finckenstein (née le 23 octobre 1746 et mort le 23 février 1825). Son grand-père maternel Friedrich Ludwig, comte Finck von Finckenstein, lieutenant général prussien, son grand-père paternel Alexander Emil burgrave et comte de Dohna-Schlobitten, colonel prussien. Son frère Friedrich burgrave et comte de Dohna-Schlobitten devient maréchal prussien.
Dohna-Schlobitten étudie la caméristique (finance) à l'Université brandebourgeoise de Francfort et à l'Université Georges-Auguste de Göttingen. Puis il étudie à l'école de commerce Büsch'sche à Hambourg, où il se lie d'amitié avec Alexander von Humboldt. En 1790, il rejoint la chambre de guerre et de domaine (de) à Berlin et une décennie plus tard, il devient directeur de la Chambre de la guerre et du domaine à Marienwerder . Il y a une relation amicale avec le théologien protestant Friedrich Schleiermacher, qui est tuteur dans le château de Schlobitten de ses parents de 1790 à 1793. Alexander Dohna et Schleiermacher ont une correspondance abondante pendant près de 40 ans.

## Temps militaire
Lorsque la Prusse est vaincue à Iéna en octobre 1806, Dohna-Schlohbitten met Dantzig et Graudenz en état de défense. En Prusse-Occidentale, il veille à ce que les autorités s'y engagent à ne prendre aucune mesure contre les occupants tant qu'ils contrôlent la province. Lorsque les Français ont demandé un otage comme gage pour cela, Dohna-Schlobitten s'est porté volontaire pour épargner une personne âgée choisie par les conquérants de ce sort et est retenu en otage par les Français pendant quelques semaines.
Après que Napoléon Bonaparte a fait du château de Finckenstein son quartier général, il ordonne à Dohna-Schlobitten d'assister à une audience en avril 1807. Il espérait se servir de lui et de son père pour influencer le roi Frédéric-Guillaume III afin qu'il soutienne une paix séparée franco-prussienne et le retrait de la Prusse de la coalition anti-Napoléon. Dohna-Schlobitten réussit à convaincre Napoléon de renoncer à une contribution de guerre pour la Prusse-Occidentale.
En reconnaissance de ce succès, il est nommé président de la chambre de guerre et de domaine (de) par Frédéric-Guillaume III le 4 août 1807. À ce titre, il doit mettre en œuvre la paix de Tilsit du 7 juillet 1807 avec son homologue français, le maréchal Nicolas-Jean de Dieu Soult.

## Temps politique
Le réformateur prussien Heinrich Friedrich Karl vom Stein a eu connaissance de Dohna-Schlobitten et l'a proposé comme successeur au poste de ministre de l'intérieur lorsqu'il a lui-même été limogé sous la pression de l'empereur français en 1808. En tant que ministre de l'intérieur, Dohna-Schlobitten soutient Wilhelm von Humboldt dans la fondation de l'université Frédéric-Guillaume à Berlin, qui a lieu en 1810.
Lorsqu'il entreprend de mettre en œuvre le plan de son prédécesseur visant à réunir les plus hautes autorités étatiques et administratives au sein du Conseil d'État, il y a un conflit avec son chef de cabinet, Karl August von Hardenberg. Le ministre en chef interprète la création d'une autorité centrale au-dessus de lui comme une attaque contre sa position. Lorsque Hardenberg devient chancelier d'État, Dohna-Schlobitten démissionne en novembre 1810 pour protester contre son style de direction autoritaire.
Libéré de la discipline du cabinet, Dohna-Schlobitten peut jouer un rôle de premier plan dans le soulèvement de la Prusse-Orientale contre la domination étrangère napoléonienne. Après l'incendie de Moscou, Stein et lui contribuent à la réunion des domaines de la Prusse orientale le 5 février 1813 à Königsberg. Avec Ludwig Yorck von Wartenburg, il dirige les négociations de la Journée des successions.
Avec son frère et Carl von Clausewitz, qui, comme Stein, est au service de la Russie, il élabore un projet d'ordonnance sur la Landwehr et assure son adoption en dirigeant habilement les délibérations. Il est élu président du Commissariat général à l'armement du peuple et commence sans tarder à organiser la Landwehr contre la résistance des autorités.
Ce n'est que plus tard que le roi de Prusse légitime cette action indépendante des Prussiens-orientaux. Le 17 mars 1813, il approuve le plan de création de la Landwehr. Deux jours plus tard, il charge Dohna-Schlobitten, qui a été nommé président de la commission générale pour l'armement du peuple lors de la journée des États, de cet armement du peuple et le nomme également gouverneur civil pour la Prusse à l'est de la Vistule.
Malgré ces faveurs, un retour au ministère prussien est impossible en raison de son opposition à Hardenberg. Lorsque, après la fin des guerres napoléoniennes, son poste de gouverneur civil est également supprimé le 3 juin 1814, Dohna-Schlobitten se retire de la politique active pour s'installer à Schlobitten.

## Retrait de la politique étatique
En tant que directeur général du paysage (de), auquel il a déjà été élu le 28 septembre 1813, et après l'introduction de la constitution provinciale en 1824 en tant que député de l'arrondissement de Mohrungen (de), il exerce une forte influence dans la vie publique de la province même sans occuper une fonction étatique. Dohna-Schlobitten l'utilise pour soutenir l'opposition libérale de son ami Theodor von Schön. Au cours de la restauration et de la réaction qui suivent; il fait preuve de courage moral. En 1820, par exemple, il lance une protestation contre les résolutions de Carlsbad soutenues par son propre roi.